# Kama Sutra Records
Kama Sutra Records war ein 1965 gegründetes US-amerikanisches Independent-Label, das bis 1976 bestand.

## Entstehungsphase
Das Plattenlabel ging aus Kama Sutra Productions, die von Arthur Ripp, Hy Mizrahi und Phil Steinberg 1964 zusammen ins Leben gerufen wurde, hervor, nachdem Art Kass dem Unternehmen 1965 beigetreten war.
Kama Sutra begann mit Tonträgerkatalog #200 im Februar 1965 in New York City und hatte mit Do You Believe in Magic? von The Lovin’ Spoonful (#201) im August 1965 gleich einen Top-10-Hit. Diese Gruppe entwickelte sich zum Haupterfolg des Labels, denn bereits #211 (Summer in the City) verkaufte 1,8 Millionen Exemplare. Allerdings stand diese Band hier nicht direkt unter Vertrag, sondern über die im April 1965 gegründete Produktionsgesellschaft Koppelman & Rubin Associates von Charles Koppelman und Don Rubin, zwei ehemaligen Komponisten bei Don Kirshner. Im Juni 1965 übernahm MGM Records den nationalen Vertrieb. Kama Sutra gründete im April 1967 das Tochterlabel Buddah Records. Als der Vertriebsvertrag mit MGM im November 1969 endete, übernahm Buddah Records den Vertrieb. Die Gruppe Sha Na Na kam im Januar 1970, mit #608 endete der Katalog Kama Sutra im Februar 1976.
Unter dem Label erschienen unter anderem auch Brewer & Shipley, Charlie Daniels Band, Exuma, The Flamin Groovies, Gunhill Road, The Innocense, The Jaguars, NRBQ, Ocean, Sopwith Camel, Stories und Trade Winds.
Nach der Neugründung 1982 trat es als Sutra Records wieder in Erscheinung und gehört heute zu Sony BMG Music Entertainment.

## Buddah Records
Labelchef Neil Bogart holte sich die Musikproduzenten Jerry Kasenetz und Jeff Katz. Das Tochterlabel Buddah Records erwies sich ihretwegen erfolgreicher als Kama Sutra, denn es verbreitete den Bubblegum-Sound mit Gruppen wie The Lemon Pipers (Dezember 1967; Green Tambourine war der erste Nummer-eins-Hit des Labels; Buddah #23), 1910 Fruitgum Company (Januar 1968) oder Ohio Express (Mai 1968). Im April 1969 hörte Neil Bogart die Platte Oh Happy Day im Radio und schloss einen Vertriebsvertrag mit Pavilion Records. Mit einem Vorschuss von 80.000 Dollar wurde der Gospel-Chor Edwin Hawkins Singers von Buddah Records vermarktet. Oh Happy Day verkaufte weltweit über 7 Millionen Exemplare.